# トラス橋

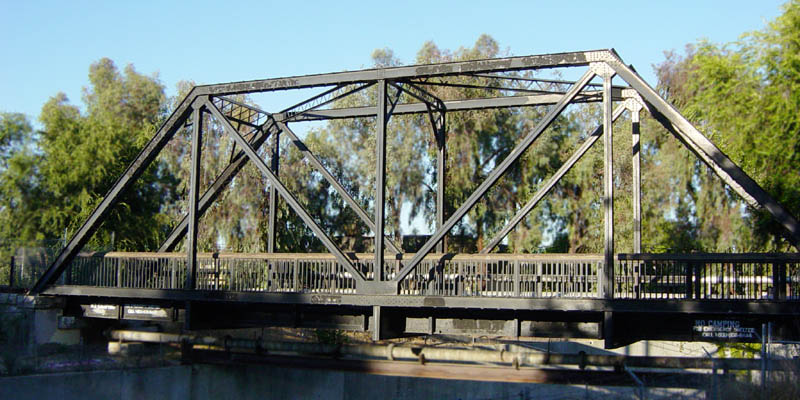
アメリカのカリフォルニア州にあるサザン・パシフィック鉄道のトラス橋

トラス橋（トラスきょう、英: truss bridge）は、主構にトラス（三角形の集合体）を用いた橋梁の種類。

## 概要
トラスは、三角形になるように棒材を両端で繋いだ構造を多数組み合わせたものであり、それを繰り返して主構を構成する。トラス橋の特徴はトラス部材には軸力のみが生じるとして設計される点である。
材料は木材、鉄、鋼鉄などのものがある。ある程度以上の規模の橋は鋼鉄が主流である。鉄を使ったものの場合多くは箱型断面やH型断面の溶接構造が一般的だが、H形鋼や山形鋼が組み合わされた構造の場合もある。近年コンクリート製のものも作られるようになった。
トラス橋の設計に伴う構造計算では部材のつなぎ目は一点であり、自由に回転できるようになっているものとして考える。理想的なトラスでは荷重や温度変化に伴う部材のたわみや伸縮はこの接続点部分に集約される。実際の橋梁においては、初期のトラス橋では理論と同じピン接合の構造が見られたが、現在ではガセットプレートによる剛結接合が一般的である。
現在では50 mから100 m程度の径間で架設されることが多い。
多くの場合、経済性や景観面でアーチ橋との比較の上、採否が決定される。同じ長さの場合、鈑桁橋よりも軽量となるが、架設に手間がかかる。
なおトラス構造は他の形式の橋梁でも部分的に用いられることがあり、吊橋の補剛桁部分に用いたものは補剛トラス吊橋（例 : 明石海峡大橋）と呼ぶ。一方でアーチ部分がトラス状になったものはブレースト・リブ・アーチ橋（例 : 荒川橋）、橋脚がトラス状になったものはトレッスル橋（例 : 旧余部橋梁）と呼ぶ。

## 歴史
全世界での歴史

14世紀ごろにヨーロッパで誕生したとされる。

## 分類
トラス橋は、その支持条件（支持方法）により単純トラス、連続トラス、カンチレバー・トラスに分類される。

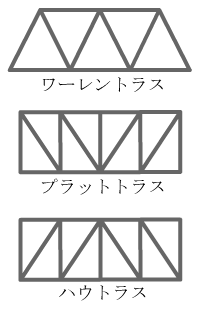
橋でよく使われるトラス構造の例

また、トラスは腹材の組み方（構造、形式）によって、ワーレン（Warren）、プラット（Pratt）、ハウ（Howe）、ダブル・ワーレン、Kなどに分けられる。ワーレントラスで造った橋はワーレントラス橋、プラットトラスで造った橋はプラットトラス橋....のように、トラスの種類で分類することもある。
トラス橋は分類が多く、各分類について説明することも多いので以下、それぞれ節を設けて説明する。

## 支持方法による分類

### 単純トラス橋

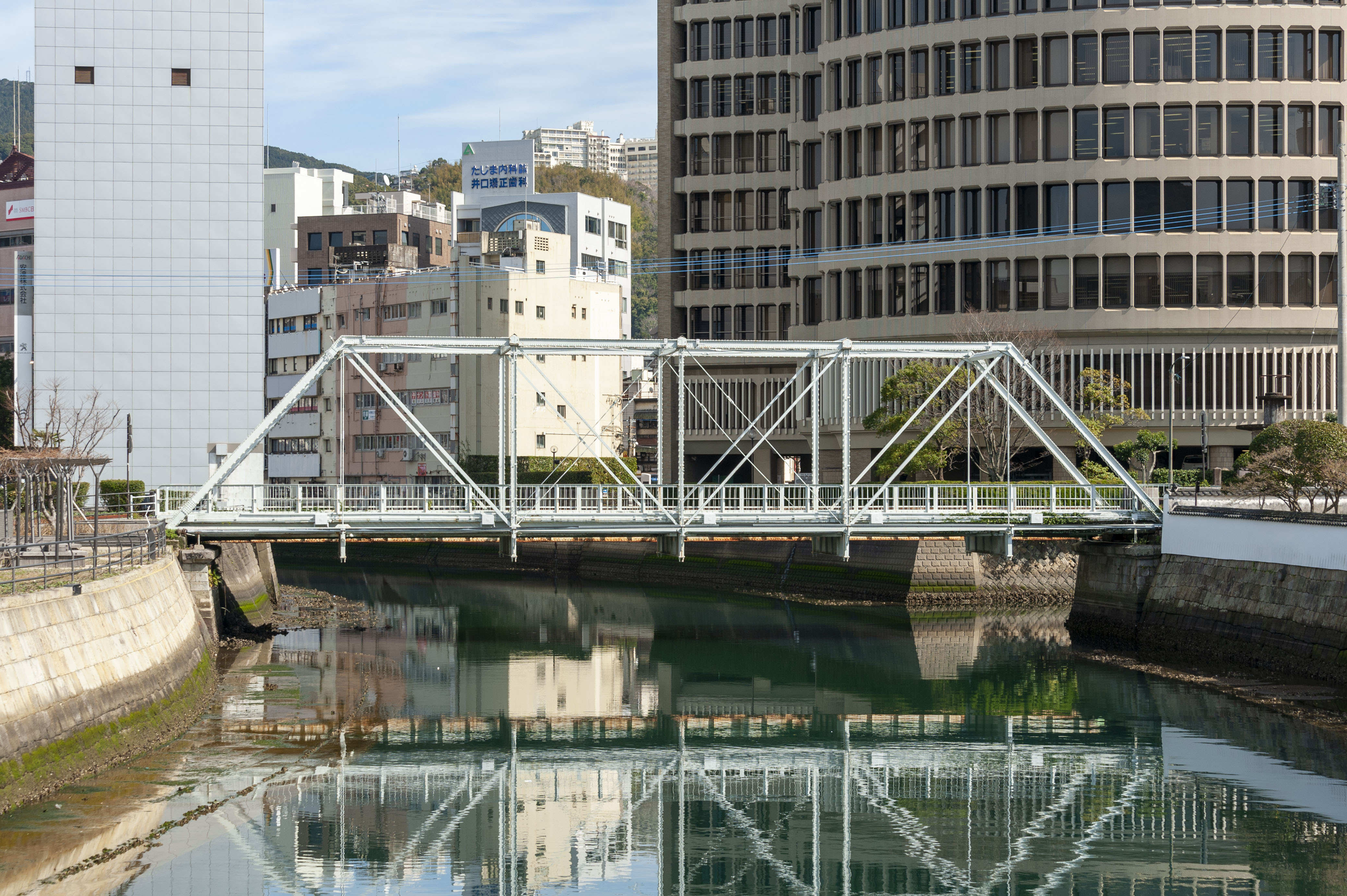
単純トラス橋の例、出島橋

2つの橋脚もしくは橋台でトラス構造の桁を支えるもの。トラス橋として最も簡単な形式である。
- 出島橋 - 1890年製の日本で現役最古の鉄製トラス道路橋
- 澱川橋梁（近鉄京都線） - 単純トラス橋では日本最長の164.4 mである。登録有形文化財。

### 連続トラス橋

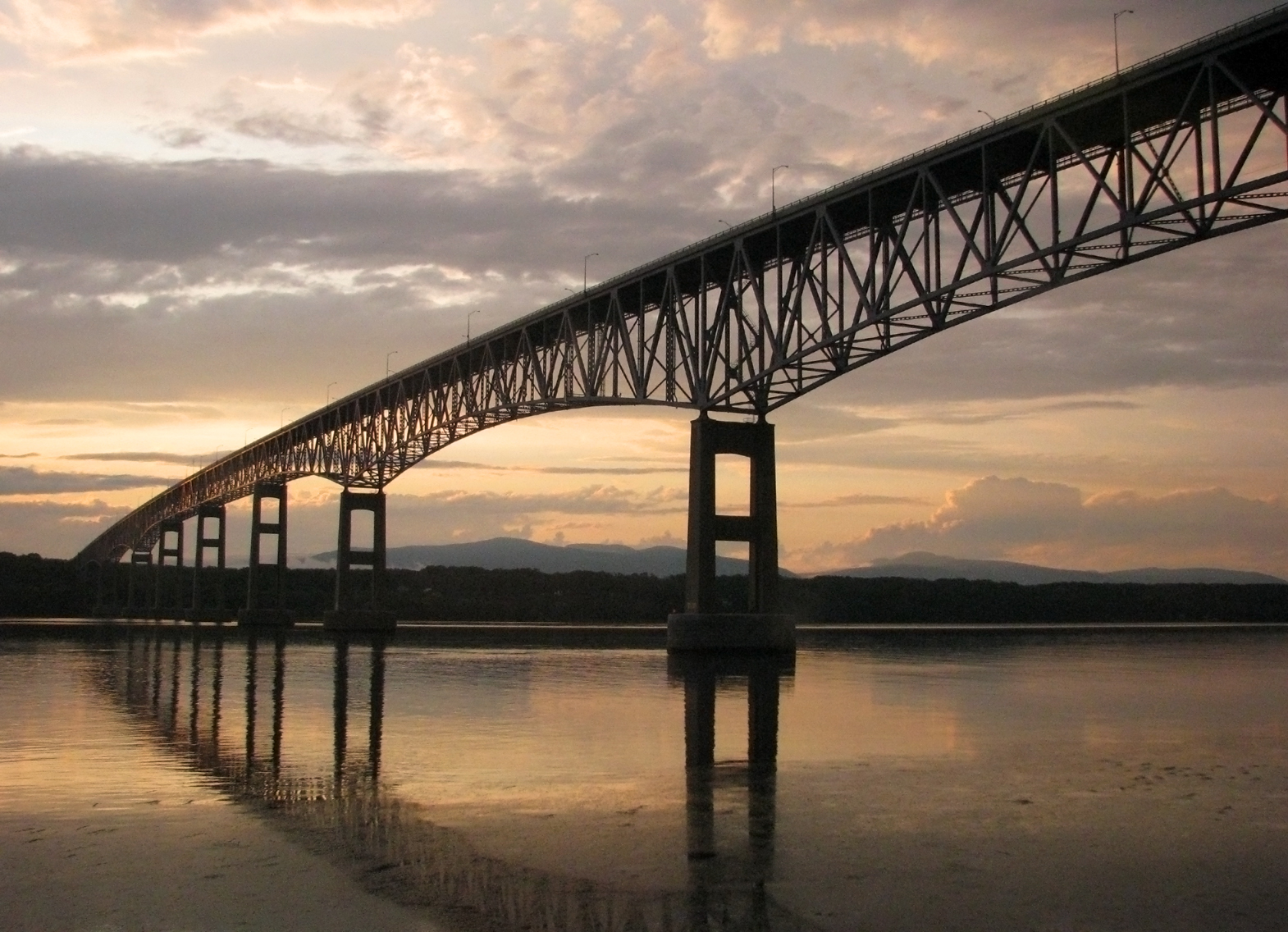
連続トラス橋の例、キングストン・ラインクリフ・ブリッジ

ひとつの長い桁をふたつの橋脚もしくは橋台間で完結させず、3つ以上の橋脚・橋台で支えるもの。
- 関西国際空港連絡橋 全長3750 m。トラス橋として世界最長。
- 吉野川橋梁（高徳線） - 3径間連続トラス橋。JR四国最長。
- 高千穂橋梁（高千穂鉄道高千穂線） - 水面からの高さ105 mは鉄道橋として日本一の高さであった。

### ゲルバートラス橋

カンチレバートラス橋の一例と各部の名称。両側からカンチレバーアームが橋の中央方向に向かって突き出しており、そのカンチレバーアームの先端が中央のSuspended Span（吊桁）を保持している。

ゲルバートラス (Gerber truss) またはカンチレバートラス (英: cantilever truss) とは、ゲルバー構造（カンチレバー構造）を採用したトラス橋である。通常の橋は橋台や橋脚を下から支える支点として使いその上に桁を架けるが、カンチレバー橋は、両側の橋脚から空中に突き出したカンチレバー（定着桁、碇着桁）がヒンジを介して吊桁（吊径間、Suspended Span）を保持するものである。通常のトラス橋は下弦が引張力を、上弦が圧縮力を受け持つが、カンチレバートラス橋の片持ち梁部分は逆で、上弦が引張力を、下弦が圧縮力を受け持つ。主として大きなスパンが必要な箇所に架けられる。
カンチレバー橋はハインリッヒ・ゲルバーが考案したため、日本ではゲルバー橋とも言われる。
- ケベック橋（トラス橋として世界最大の支間長549 mをもつ）、フォース鉄道橋、港大橋、長生橋、荒川湾岸橋、旧鳥飼大橋、信貴山開運橋、大石田大橋など

## 載荷弦の位置による分類
載荷弦とは、上弦（水平方向の部材のうち、上側）・下弦（同・下側）のうち、荷重が乗る側のことである。鉄道橋でいえば、線路が載っている側である。

### 上路式

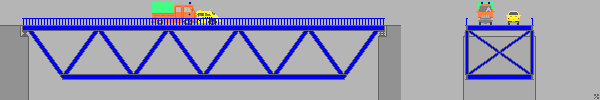
上路トラス。主構の上に桁がある。通路は主構の上部となる。

デッキトラスともいう。上弦が載荷弦となっているもの。桁内を通行することがないため、主構（上・下弦材およびそれらを結ぶ垂直材・斜材。即ち桁の側面）同士をつなぐ対傾構を設置することで強度を増すことができる。また桁の高さの分だけ橋脚の高さを抑えることができるため、経済的である。桁下に十分な空間がある場合などに採用される。道路橋の場合は、下路式に比べてトラスが自動車運転者の視界を妨げないという利点がある。

### 下路式

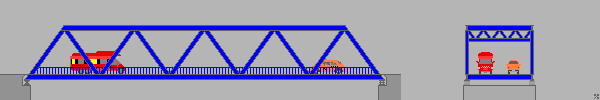
下路トラス。主構の下側に桁がある。通路は主構内部となる。

スルートラスともいう。下弦が載荷弦となっているもの。主構の内部を通行する。跨線橋や跨道橋、河川横断部など桁下の空間に余裕が少ない場合に採用される。道路橋の場合、トラス内部を自動車が通行することになるため、運転者の視界を狭める、橋幅が狭い場合、トラスに自動車のミラーが接触する恐れが有るため、大型車同士が離合出来ない、通過車両に車高・車幅制限がかかる、豪雪地の場合トラスに付着した雪や氷の塊が落下し、車両に直撃するといった短所がある。

## 形状による分類

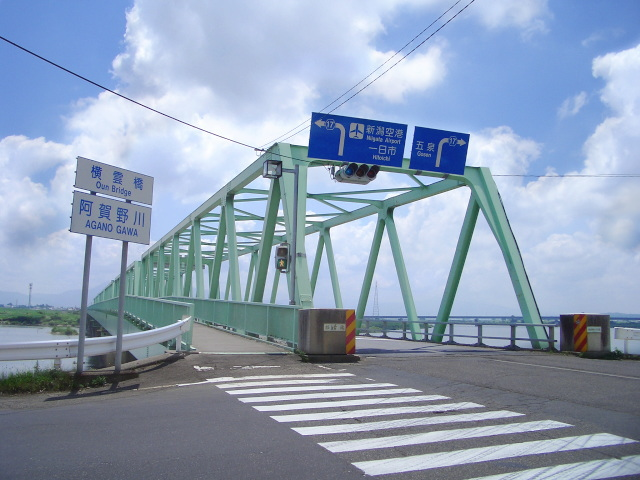
平行弦トラスでワーレントラスの橋の例、横雲橋

### 平行弦トラス
上下の載荷弦、不載荷弦ともに直線かつ平行であるもの。現代での採用例が多い。

### 曲弦トラス

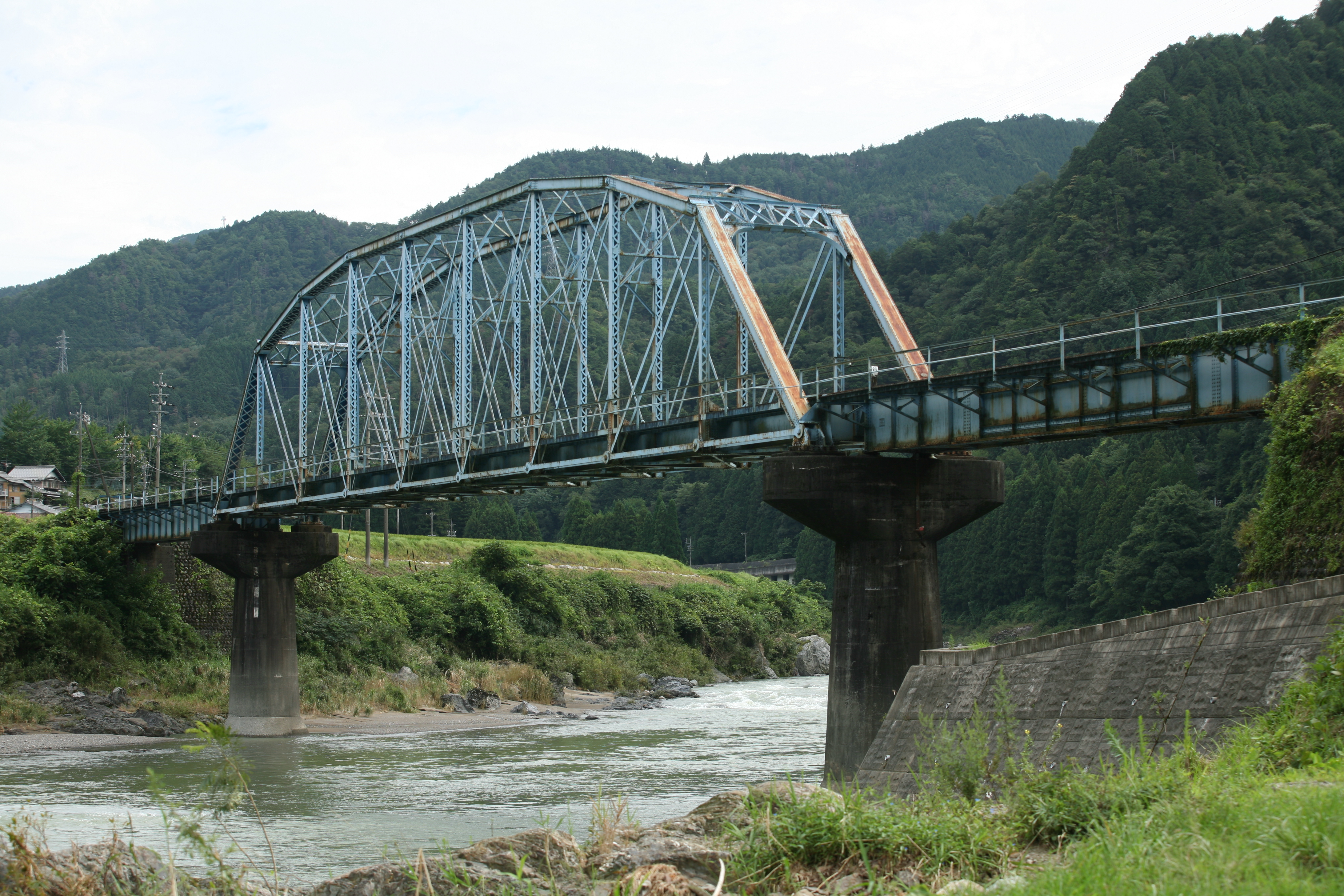
曲弦トラスの例（第五長良川橋梁）

不載荷弦（荷重が載らない側の弦材）が曲線を描くもの。不載荷弦にかかる応力はトラスの中央部でもっとも大きく、端部でもっとも小さいため、その負担に応じて桁高を変化させたものである。多くは格点（部材の結合点）を直線で結ぶ、折れ線状である。長スパンとなった場合には不載荷弦端部の桁高を低くでき、中央部の断面積を平行弦トラスよりも小さくできるので、同じスパンの平行弦トラスよりも軽量化できる（平行弦トラスの不載荷弦中央部は、曲弦トラスの場合よりも高い強度が必要となる）。第二次世界大戦前の採用例が多い。
曲弦トラスの別称であるが、19世紀末から20世紀初頭の日本において多く架設された、セオドア・クーパーが設計した標準桁（当時は標準桁を各地で使用した）をクーパートラス (Cooper truss) という。径間100フィートから300フィートまで10種が設計され、うち9種263連が架設された。特定の形の呼称ではないが、径間200フィートの単線下路曲弦プラットトラス（かつ中央パネルの3格間の上弦部分が直線状となるシュウェドラートラス (Schwedler truss）が92連ともっとも多く架設されたためにその代名詞的存在となり、とくにこれをクーパートラスと呼ぶことがある。

パーカートラス

上弦が放物線に近い形状の桁をパーカートラス (Parker truss) という。日本の国鉄では200フィートの複線用トラス桁で多く採用されていた。

### トランケートトラス

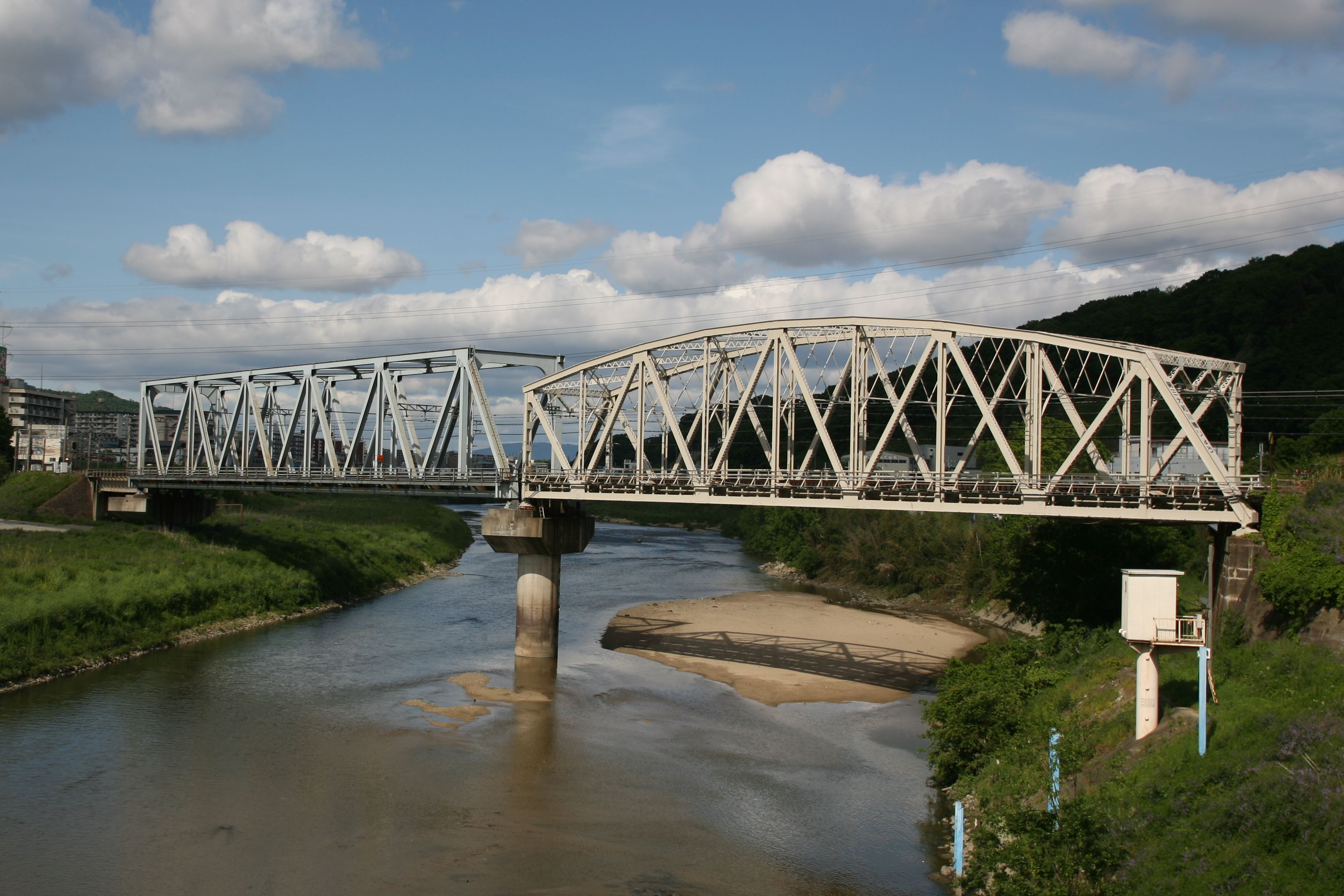
トランケートトラスのの例。曲弦のもの（右）と並行弦のもの（左）。関西本線第3大和川橋梁。

通常、斜めに立ち上がる端柱を垂直にしたもので、「切り詰める」という意味の英語「truncate」に由来。下路式トラス橋で用いられる。川の流れに対して斜めに橋を架ける斜橋に多く用いられ、この場合、主構を真横から見ると、一端は斜めに、他端は垂直になっている。日本では比較的古い鉄橋でわずかに採用されたのみで、現在新たに架橋されるものでは採用されていない。
- 木曽川橋梁（犬山橋）（名鉄犬山線新鵜沼駅 - 犬山遊園駅間）
- 木曽川橋梁（名鉄名古屋本線笠松駅 - 木曽川堤駅間）
- 長良大橋（岐阜県道31号岐阜垂井線）
- 揖斐大橋（同上）
- 第3大和川橋梁（関西本線三郷駅 - 河内堅上駅間））
- 第1球磨川橋梁（肥薩線鎌瀬駅 - 瀬戸石駅間）
- 第2球磨川橋梁（肥薩線那良口駅 - 渡駅間）

### ポニートラス

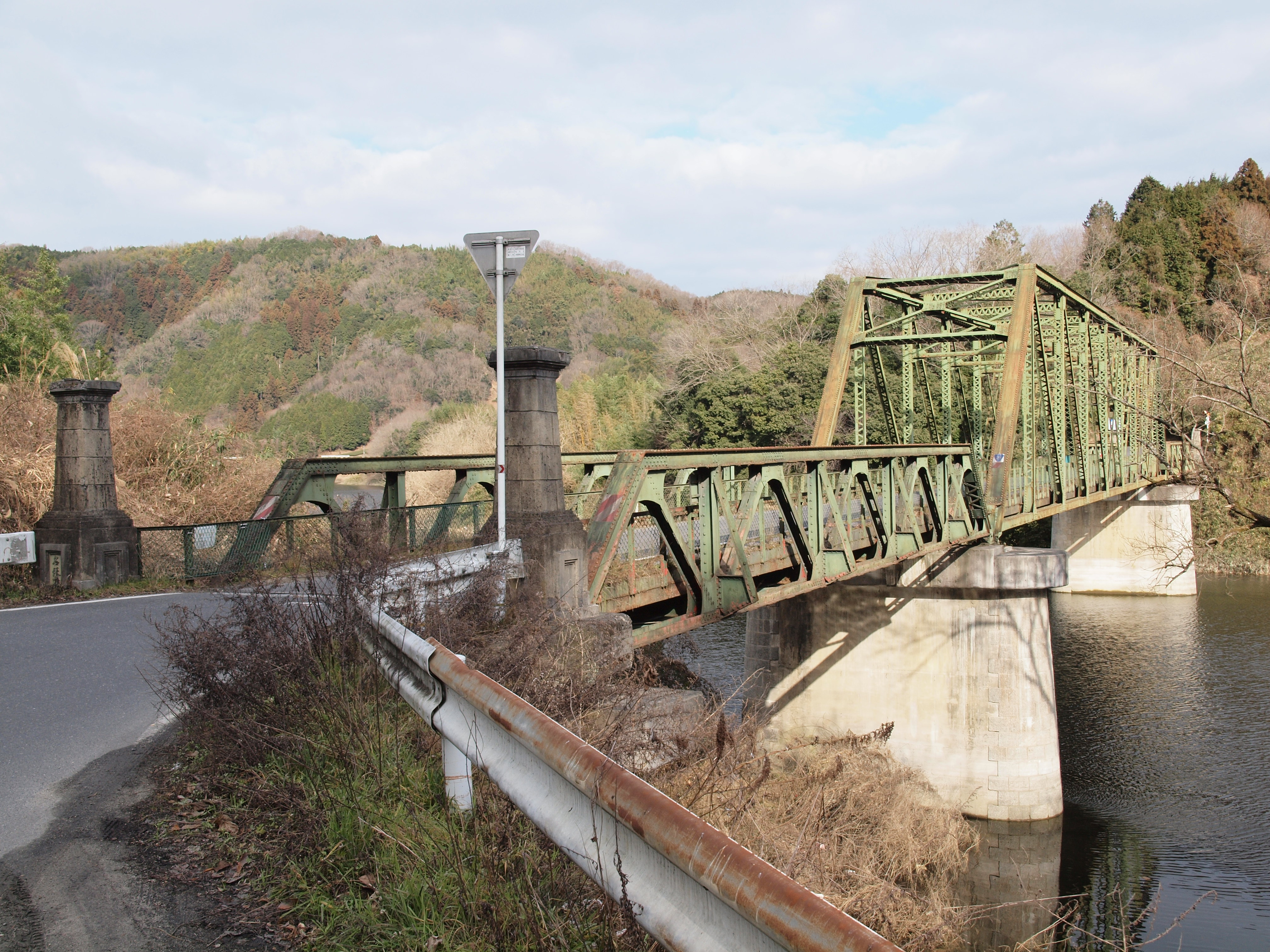
画面左側のものがポニートラス

左右の主構のみで、上横構や橋門構がないもの。比較的に高さ低いトラス主構を採用して小支間の中路・下路トラス橋に見られる。
- 浜中津橋 - 日本初の鉄道用鉄橋の橋桁転用例。
- 長良川橋梁（東海道本線） - 曲弦プラットトラス5連、ポニーワーレントラス4連の混成橋梁。1960年に下り線は曲弦プラットトラスを平行弦ワーレントラスに架け替え。
- 愛知川橋梁（近江鉄道） - ポニーワーレントラス.
- 鬼怒川橋梁（東北本線）- ポニーワーレントラス。

## トラスの組み方による分類

### プラットトラス

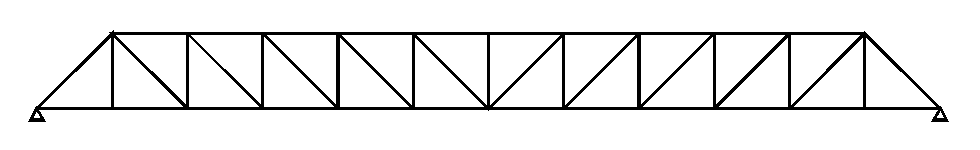
プラットトラス

Kトラス

プラットトラス (Pratt truss) とは、斜材を橋中央部から端部に向けて「逆ハ」の字形状に配置したものである。垂直材に圧縮力、斜材に引張力が生じる。この力の作用の仕方は、ハウトラスと逆である。斜材がK字形、Y字形となるものもあり、それぞれKトラス、Yトラスとも称する。端柱（端部の斜材）の有無は問わないが、端柱がある場合は端柱が、ない場合は端部の斜材だけ「ハ」の字形状になる。これも「逆ハ」の字形状になるものはトレリストラスといい、構造が異なる。
ピン結合に適した構造で、日本では明治時代によく採用されたが、やがてより部材が節約でき軽量化を果たせるワーレントラスに移行した。アメリカでは長さ250フィート（76.2メートル）までの鉄道橋を、木橋から鋼橋に架け替える際によく採用された。
マサチューセッツ州のトーマス・プラット (Thomas Willis Pratt) とその父、ケイレブ・プラット (Caleb Pratt) により考案され、1844年に特許が取得された。
径間が長いプラットトラスでは、部材が長大化することによる断面増・重量増、また圧縮材が長大化することにより部材が座屈する可能性が増すことから、部材が長大にならないように格点を追加し、そこから補助的に部材を挿入することで格間を短くしたものがある。それを分格トラスと総称し、さらにいくつかの種類に分かれる。
- 闇川橋梁（会津鉄道会津線）
- 吉野川橋梁（近鉄吉野線）
- 第二飛騨川橋梁（高山本線）
- 木曽川橋梁（太多線）
- 上淀川橋梁（東海道本線）
- 第三長良川橋梁（長良川鉄道越美南線）
- 紀ノ川橋梁（南海本線）
- 境川橋梁（日豊本線）
- 長谷川橋梁（磐越西線）
- 阿賀野川深戸橋梁(磐越西線)
- 嘉麻川橋梁（平成筑豊鉄道伊田線）
- 最上川橋梁（左沢線） - 中山町側3連
- 鬼怒橋（栃木県宇都宮市）[5]

### ワーレントラス

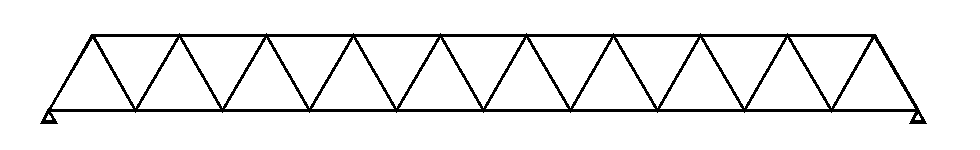
ワーレントラス

ワーレントラス (Warren truss) とは、斜材の向きを交互にしたトラス橋で、トラスが逆「W」形なのが特徴。プラットトラスと異なり垂直材がないため鋼材が節約でき、安価で軽量となる。斜材は橋中央部から端部に向けて「ハ」の字にあたる部分が圧縮力を、「逆ハ」の字にあたる部分が引張力を負担する。中央の「V」字形になる部分では活加重に応じて両者を負担する。
長スパンとなった場合には桁高が高くなり、それに比例して各部材が長く、太くなってしまうため副材として垂直材を設けることがある。垂直材は、端部から中央部にかけて、引張力と圧縮力を交互に負担する。
日本では、明治初期に小さなものが使用された後、しばらくはプラットトラスが主流となったが、昭和に入って再び使用されはじめた。
ジェームス・ワーレン (James Warren) とウイロビ・モンザニ (Willoughby Theobald Monzani) により1848年、特許が取得された。
- 第一酒匂川橋梁（御殿場線） - 垂直材のない、平行弦ワーレントラス。
- 揖斐川橋梁 （東海道本線） - 垂直材のある、平行弦ワーレントラス。
- 第五北上川橋梁 （東北新幹線） - 垂直材のない、曲弦ワーレントラス。
- 河田橋 - 垂直材のある、曲弦ワーレントラス。
- 淀川橋梁（おおさか東線・旧城東貨物線）
- 第三只見川橋梁、3径間連続ワーレントラス
- 荒川橋梁（川越線）
- 荒川橋梁（八高線）
- 信濃川分水路橋梁（越後線）
- 揖斐・長良川橋梁（関西本線）
- 宮川橋梁（紀勢本線）
- 木曽川橋梁（東海道本線）
- 淀川橋梁（大阪環状線）
- 阿賀野川深戸橋梁(磐越西線)
- 遠山川橋梁（飯田線）
- 阿武隈川橋梁（常磐線）
- 久慈川橋梁（常磐線）
- 久慈大橋
- 郷川橋梁（山陰本線） - 曲弦ワーレントラス
- 八ツ山跨線線路橋（京急本線）
- 金名橋
- 吉野川橋
- 黒川橋梁（東北本線）
- 犀川大橋 - 日本で最古のワーレントラス橋

#### ダブルワーレントラス

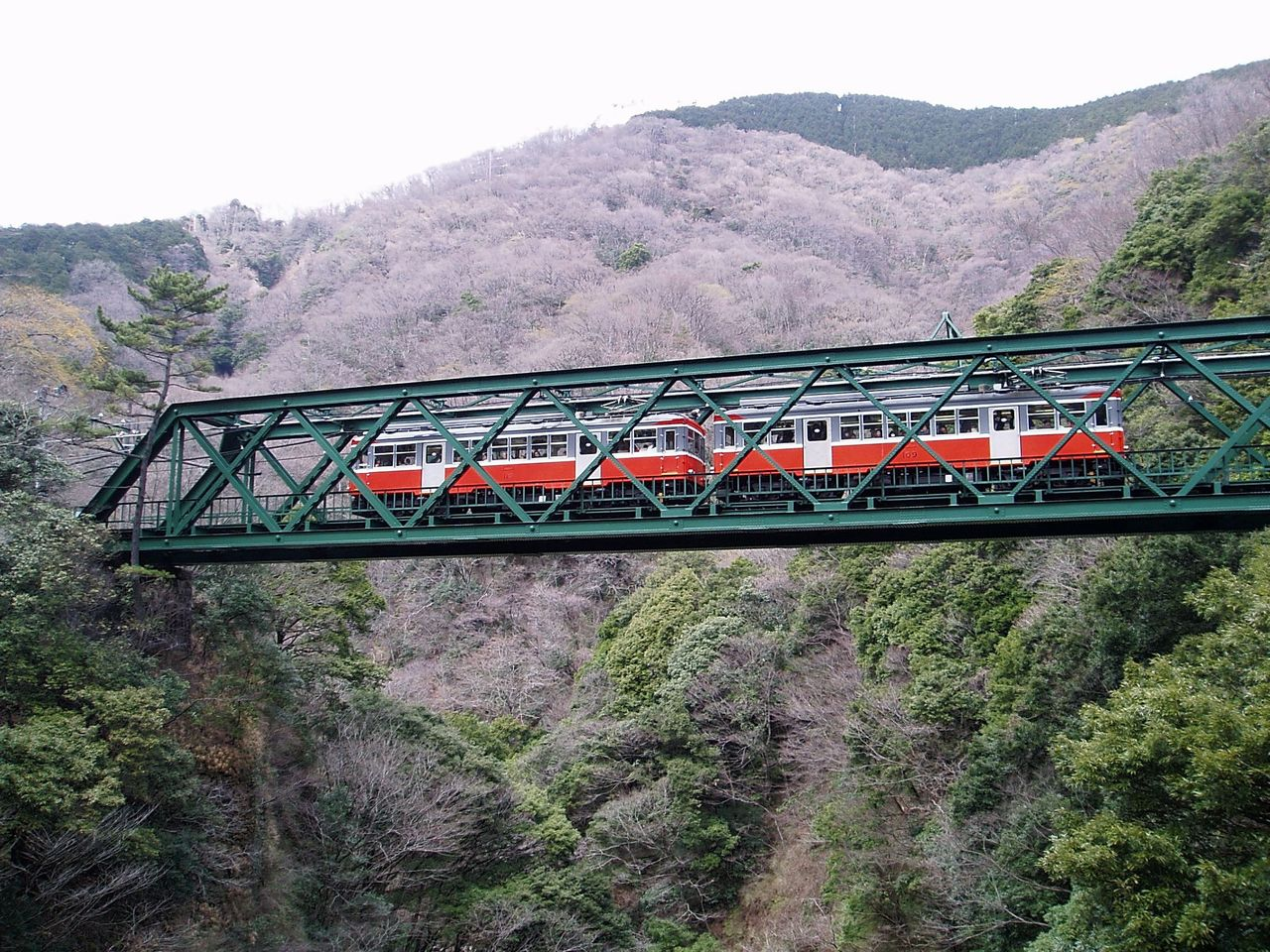
ダブルワーレントラス

ダブルワーレントラス (Double Warren truss) とは、斜材をすべて「X字形」に交差したもの。斜材への負担のかかり方は、通常のワーレントラスと変わらない。垂直材を追加したタイプもある。日本では明治時代に架けられた鉄橋のうち、1径間(1スパン)が比較的長い箇所では、ワーレントラスを採用すると強度が不足するため、強度を高められたダブルワーレントラスが採用された。しかし、径間や強度の割に多くの鋼材を要するため、技術が進んだ大正時代以降は採用が減少した。なお、ダブルワーレントラスをラチストラスと称することがあり、長支間へのトラス橋として再び採用されている。
- JR左沢線最上川橋梁及び山形鉄道フラワー長井線最上川橋梁 - 明治20年（1887年）に東海道本線木曽川橋梁として建設されたものを大正10年～大正12年に改造移設。国内最古の現役鉄道橋である[7][8]。
- 早川橋梁（小田急箱根鉄道線）
- 木津川橋梁（大阪環状線）
- 木曽川橋梁（旧北恵那鉄道）
- 紀勢宮川橋
- 宮川橋梁（参宮線）
- 岩崎運河（大阪環状線）
- 揖斐川橋
- 最上川橋梁（左沢線） - 寒河江市側５連

### ラティストラス

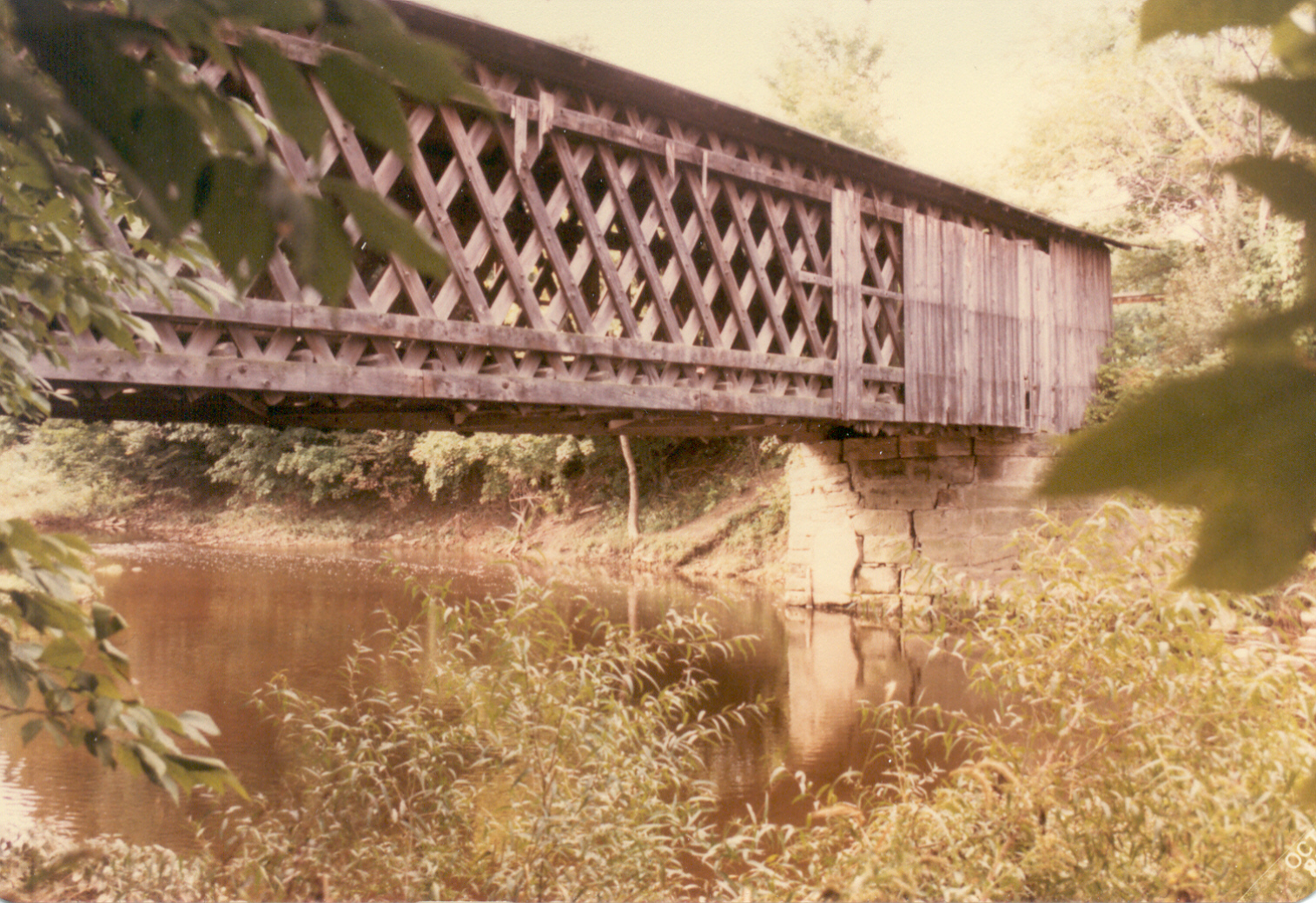
ラティストラス

ラティストラス (Lattice truss) は、部材を格子状に組んだものである。主として木材が使用され、施工が容易であるとともに強固である。日本では1917年に国鉄でいくつか採用されたが、その理由は大型鋼板が入手できないことによるガーダー橋の代用品的存在であった。
- 竹野川橋梁（山陰本線）
- 田君川橋梁（山陰本線）
- 徳佐川橋梁（山口線）

### キングポストトラス
| キングポストトラス |  | キングポストトラス |
| キングポストトラス |  |                    |

キングポストトラス (Kingpost truss) とは、下弦が三角形の底辺を、上弦が三角形の2辺を構成し、三角形の頂点から下弦に向けて垂直材を備える、もっともシンプルなトラス橋である。垂直材をキングポスト（真束、しんづか）といい、下弦とともに引張力がかかる。斜材には圧縮力がかかる。スパンの短い橋で使用される。
- かりこぼうず大橋

#### ワデルトラス
| ワデル「A」トラス橋 |  | ワデル「A」トラス橋 |
| ワデル「A」トラス橋 |  |                     |

ワデルトラス (Waddell truss) とは、キングポストトラスの分格トラスである。単純な構造であり、架橋現場での施工も容易。主として鉄道用の橋梁として使われた。
1882年から1886年まで東京大学で土木工学を教授し、『日本鉄道橋梁論』の著作もあるジョン・アレキサンダー・ロウ・ワデルが考案し、特許を取得した。

### クイーンポストトラス

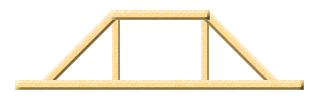
クイーンポストトラス

クイーンポストトラス (Queenpost truss) とは、キングポストトラスを水平方向に拡大する際に、トラス部分を分割し、水平材で延長したものである。古い橋梁の補強として、下部に施工されることがある。

### バートラス

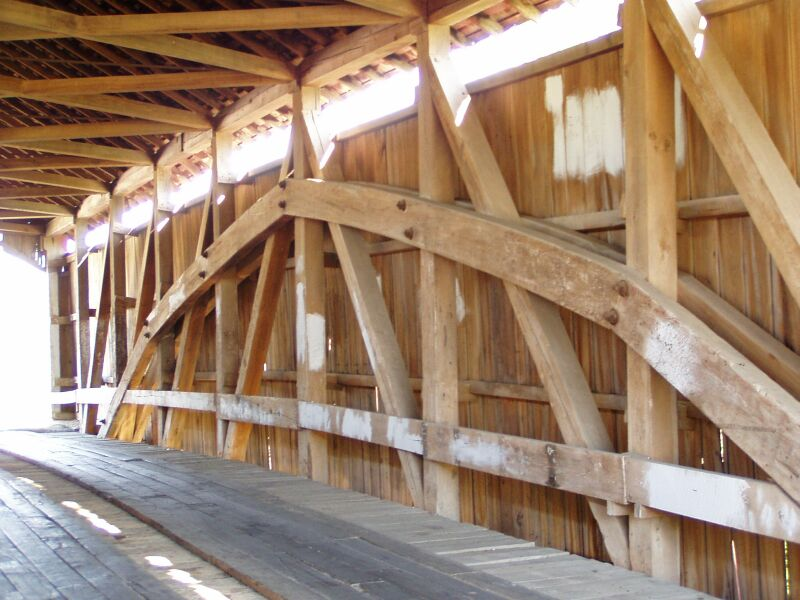
バートラス

バートラス (Burr Truss) またはバー・アーチ・トラスとは、アーチとトラスとを組み合わせることで強度を上げた構造である。トラスは橋を構造物として保持するためのみに働き、荷重はアーチが負担する。主として屋根付橋に使用された。
セオドア・バー (Theodore Burr) が1804年に考案し、1817年4月3日に特許を取得した。

### ハウトラス

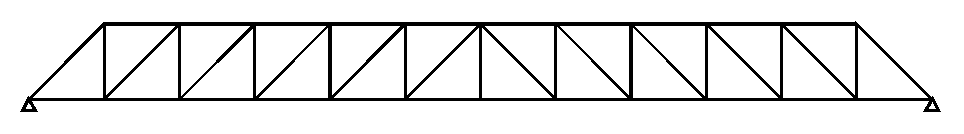
ハウトラス

ハウトラス (Howe truss) とは、斜材を橋中央部から端部に向けて「ハ」の字形状に配置したトラス橋。垂直材に引張力、斜材に圧縮力が生じる。この力の作用の仕方は、プラットトラスと逆である。長くなる斜材が圧縮力を受け持つため、鋼製のトラス橋には採用されず、もっぱら木製の橋のみに採用される。端柱（端部の斜材）の有無は問わない。
マサチューセッツ州のウイリアム・ハウ ( William Howe) が考案し、1840年に屋根付橋の設計として特許を取得している。

#### アラントラス

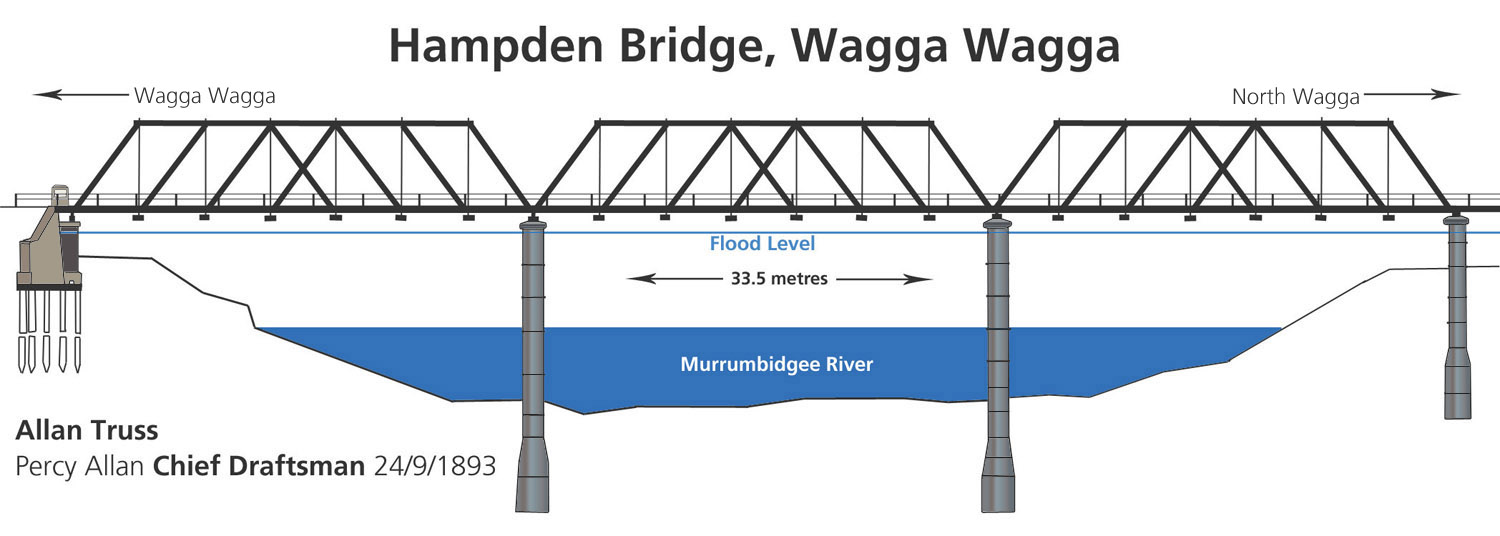
アラントラス

アラントラス (Allan truss) とは、パーシー・アラン (Percy Allan) がハウトラスをベースに考案したもの。
- ハンデン橋 (Hampden Bridge) - オーストラリアのウォガウォガにある橋で、初の架橋例。鉄橋として設計されたがコストダウンのために木橋となった。強度を確保するためにユーカリの一種、アイアンバークが使われている。

### ブラウントラス

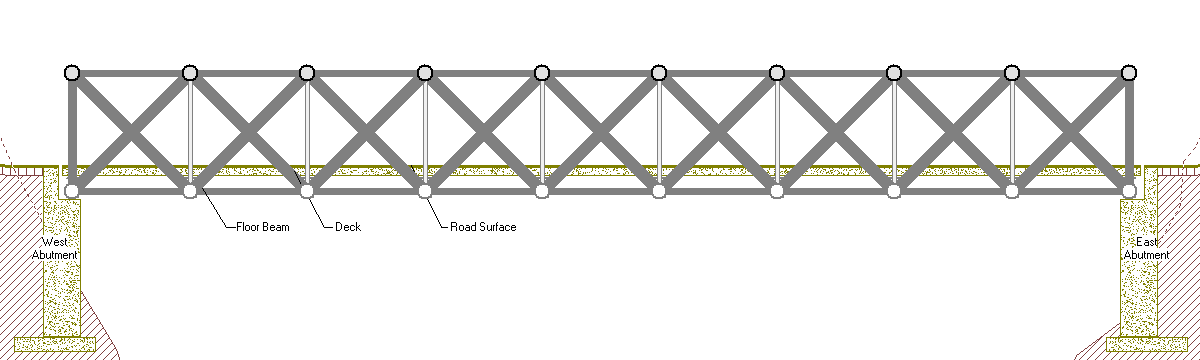
ブラウントラス

ブラウン・トラス (Brown Truss) とは、上弦と下弦が平行である平行トラス。圧縮力がかかる部分に木材を使用して上弦と下弦とを結び、引張荷重がかかる、路床をつり下げるロッドに鉄を使用する。垂直方向の圧縮力を受ける部材はない。屋根付橋で用いられる。
ジョサイア・ブラウン・ジュニア (Josiah Brown Jr.) が考案し、1857年に特許を取得した。

#### ペンシルベニアトラス

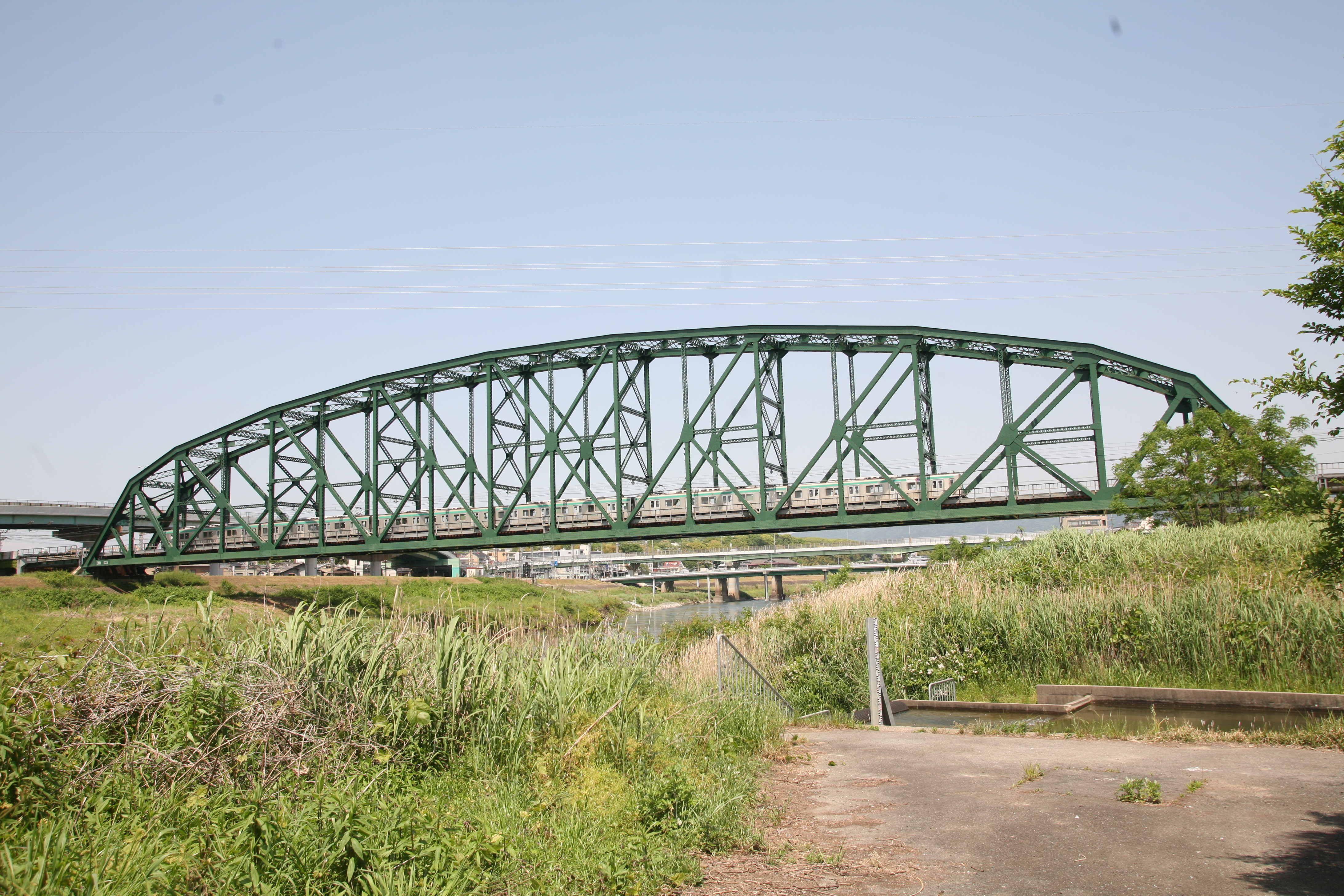
ペンシルベニアトラス。澱川橋梁

ペンシルベニアトラス (Pennsylvania truss) とは、曲弦の分格トラスである。
- 万古川橋梁（飯田線）
- 澱川橋梁（近鉄京都線） - 単純トラス橋では日本最長の164.4m。登録有形文化財。
- 神龍橋

#### ホイップルトラス
ホイップルトラス (Whipple truss) は、プラットトラスの一種で、斜材にはすべて引張力がかかる。特徴的なのは、引張力を受ける部材が長く、多くの場合には細いことである。また、トラス部分は斜材の角度が浅く、二つ以上の支柱間を跨いでいる。
- フェア・オークス橋（英語）

#### ボルチモアトラス

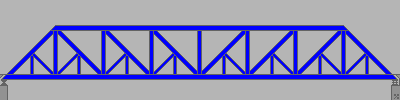
ボルチモアトラス。このような斜材の配置では構造上弱かった。

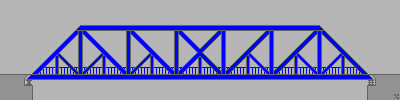
ボルチモアトラス。上記の改良形。

ボルチモアトラス (Baltimore truss) とは、平行弦の分格トラスである。圧縮力の加わる斜材が歪むのを防ぐために、載荷弦側に副材を配置する。単純で強度があり、鉄道橋で使用される。
- 現存（現用）しているボルチモアトラスの橋梁
  - 一ノ戸川橋梁 - 中央桁がボルチモアトラス。上路橋のため、副材は上弦側にある。
  - 蟹沢橋梁
  - 浦山川橋梁
  - 安谷川橋梁
- 廃線されたが現存している橋梁
  - 旧立場川橋梁 - 1904年から1980年まで、蒸気機関、ディーゼル、電化と使用された。

### ペグラムトラス

ペグラムトラス

ペグラムトラス (Pegram truss) とは、ワーレントラスとパーカートラスを組み合わせた形状をしている。上弦の部材はすべて同じ長さであり、対応する下弦の部材は上弦よりも長い。上弦と下弦を一組として考えると、その長さに差があるため、各支柱間（パネル）は長方形にはならない。パーカートラスで垂直になるべき部材は、側面から見て中央に向けて60 - 75度の角度で斜めに設置される。
ジョージ・H・ペグラム (George H.Pegram) が考案し、1885年に特許を取得した。

### ボウストリングトラス

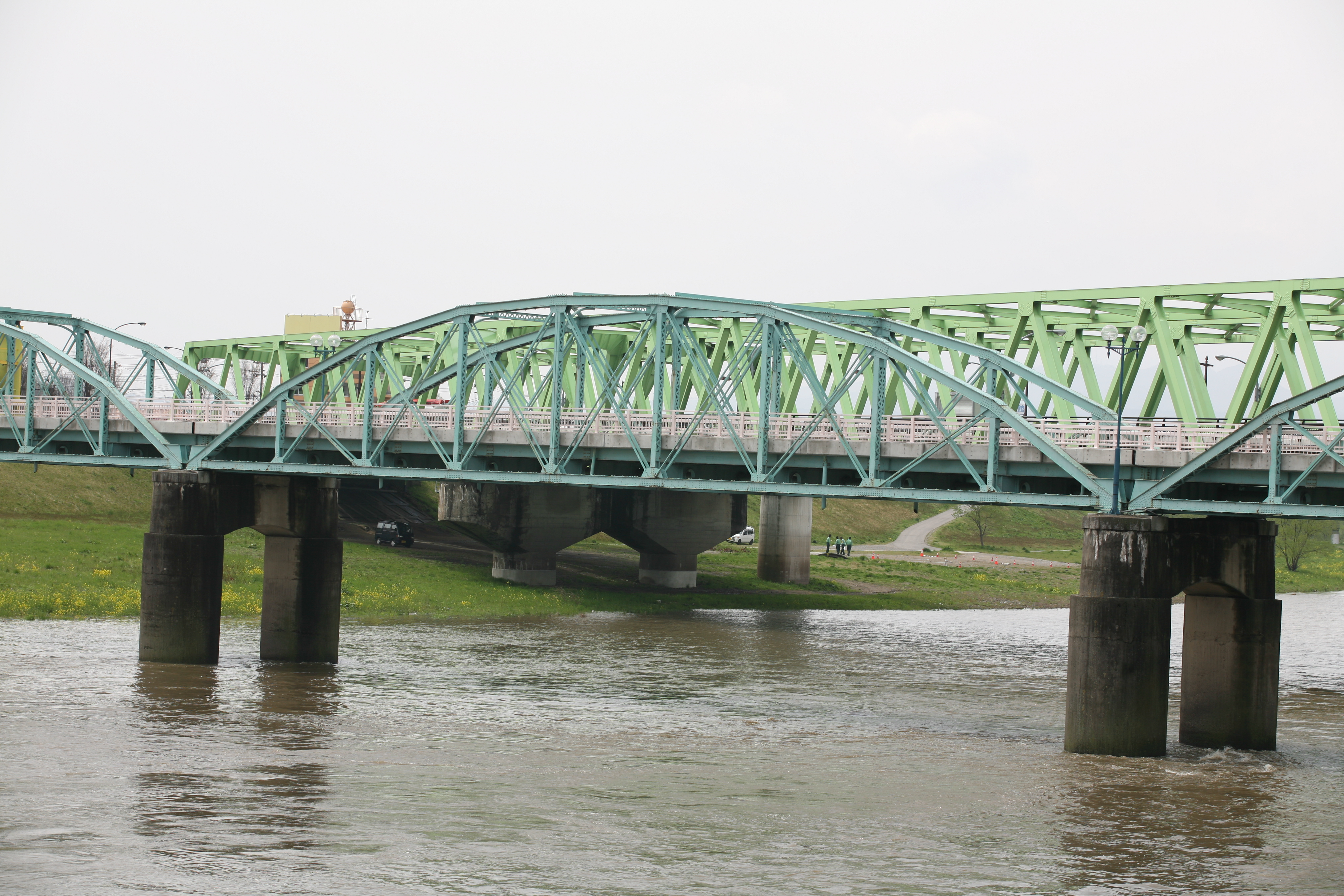
ピン結合の例。トラスはダブルワーレン。松齢橋（福島県）

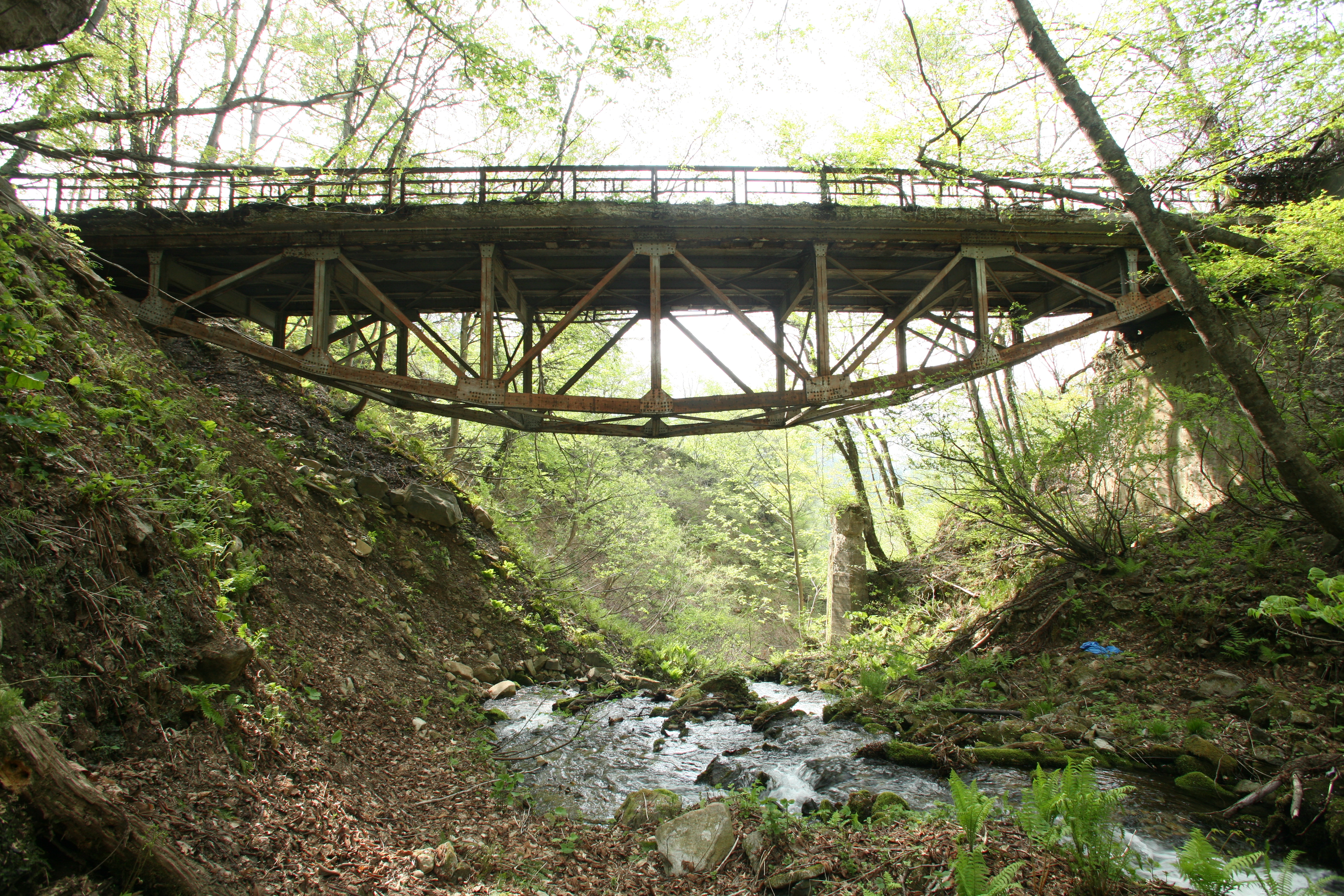
上路ボウストリングトラスは非常に珍しい存在。剛結合の例。境橋（新潟県）

ボウストリングトラス (Bowstring truss) とは、上弦と下弦がそれぞれ弓（ボウ）と弦（ストリング）のような形状となっているもの。特に下路式の場合には端部が大きな開口部となり端部の強度に難が生じるため、現在ではほとんど採用されない。
日本では、1890年代にドイツのハーコート製のプレハブ式のものが70連ほど導入された。プレハブ式であったのは、組み立てに簡便なことを狙ったもので、そのためにピントラス構造であった（ドイツ国内では剛結合が一般的であった）。九州鉄道は47連を導入したが、その後、車両の大型化に伴い架け替えの必要が生じた。架け替えの理由は部材の劣化ではなく、単に設計荷重が少ないためだったので、それでもよい道路橋などに転用された。
下路式のタイド・アーチ (Tied arch) と同じとする見方もあるが、下路式タイド・アーチは基本的にアーチ部分と路床（補剛桁）が圧縮・引張荷重を負担するのに対して、本形式はトラス部分でも圧縮・引張荷重を受ける。トラスの組み方には、プラットトラスとワーレントラスがある。
スクワイア・ホイップル (Squire Whipple) が1840年に特許を取得している。
- 緑地西橋 - 旧心斎橋。
- 八幡橋
- 松齢橋
- 境橋 - 旧国道17号二居峡谷に架かる橋。トラスは垂直材付きワーレントラス。廃道化に伴い前後の道は荒廃している。

### フィンクトラス

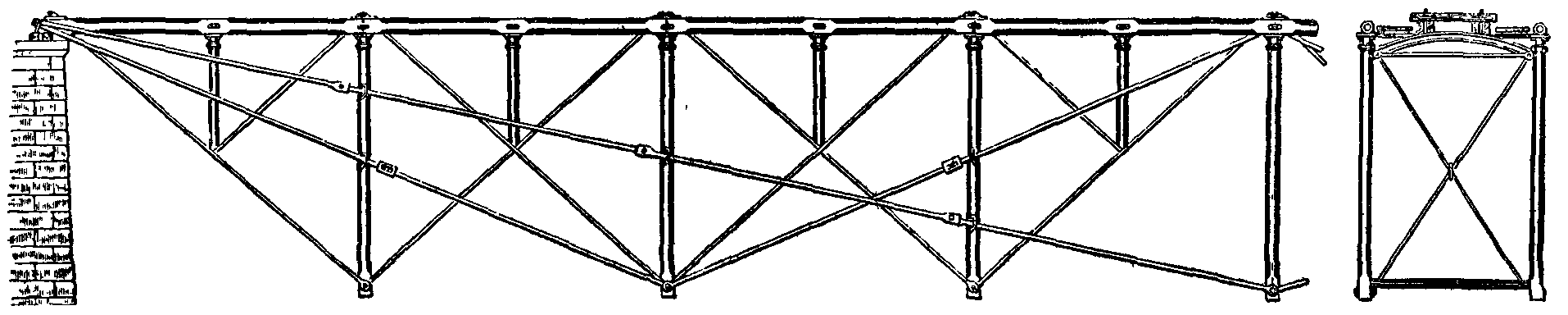
フィンクトラス

フィンクトラス (Fink truss) とは、既存の桁に、トラス構造を用いた補強を施した橋である。用いるトラスの形状には、キングポスト形やクイーンポスト形などがある。
アルバート・フィンク（Albert Fink）が1860年代に考案した。ボルチモア・アンド・オハイオ鉄道によく見られる。
- 名称不明（秋田県能代市鰄渕亥ノ台）- プレートガーダー。桧山川に架設された年は不明。連続する5つの桁のうち2つにフィンクトラス化を施した痕跡が残る。

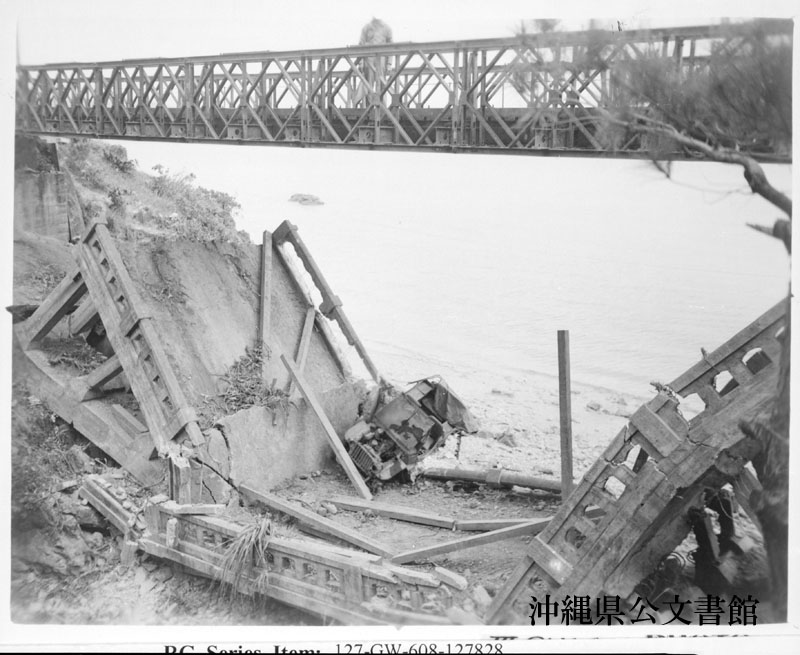
沖縄戦で日本軍は橋を爆破したが、米軍は上陸後あっという間にベイリー橋を組んで進軍した。

### ベイリー橋
ベイリー橋 (Bailey bridge) とは、軍事用の、プレハブ式の橋。部材は標準化されており、必要に応じて長さを加減できる。

### ポストトラス

ポストトラス

ポストトラス (Post truss) とは、ワーレントラスとダブル・インターセクション・プラットトラスを融合させた形式である。
シメオン・S・ポスト (Simeon S.Post) が1863年に考案し、特許は取らなかったが、ポスト・パテント・トラスと称されることがある。
- ローゼンデール・トレッスル橋

### ボルマン・トラス

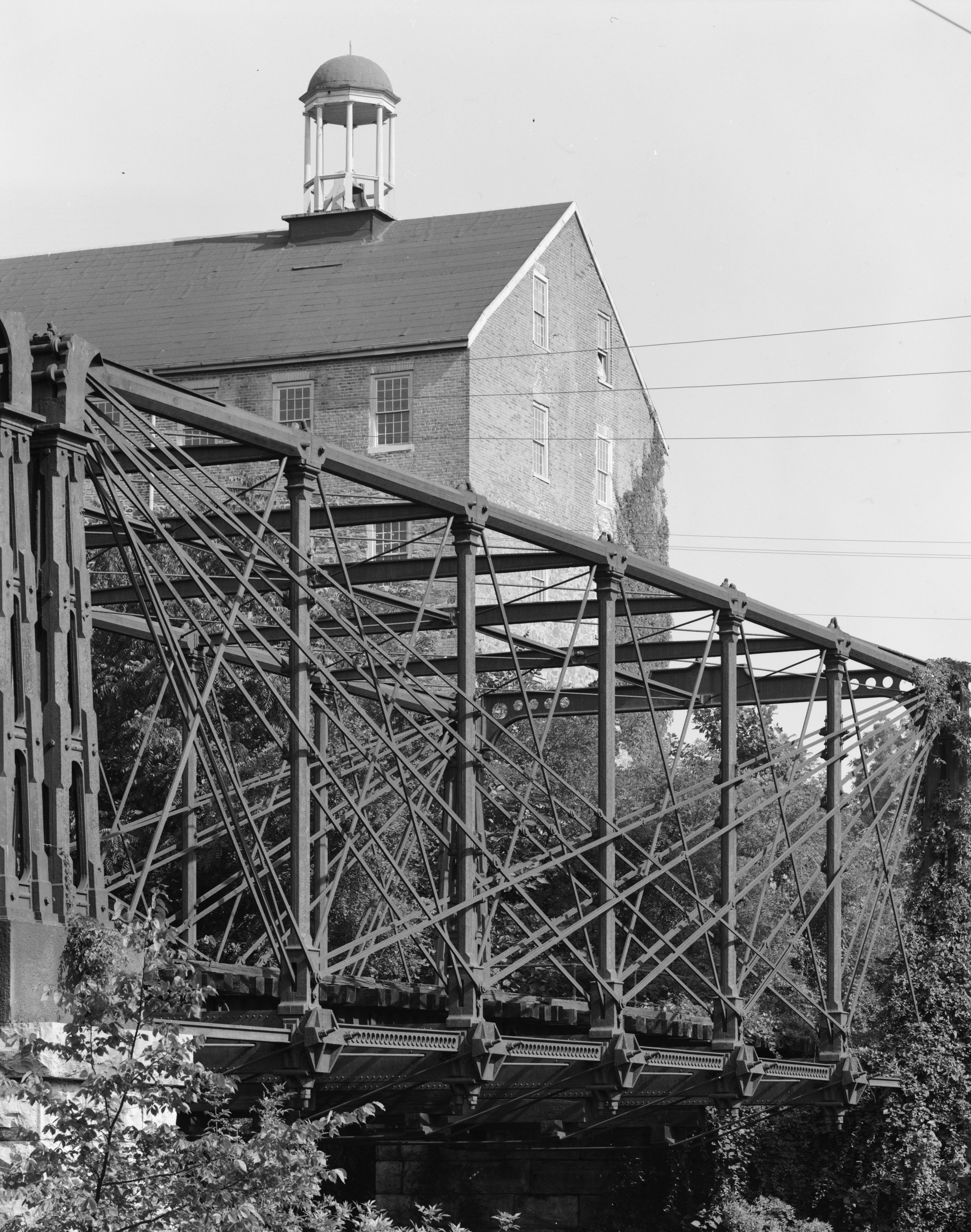
ボルマントラス。

ボルマン・トラス (Bollman truss) とは、トラス橋と吊り橋の要素を持つ形式である。下弦（載荷弦）はそれぞれ独立した錬鉄製の引張強度用メンバーによりつり下げられており、これを吊り橋のハンガーロープと同様と見ることができるが、上弦は鋳鉄を使って圧縮に対応している。
独学で鉄道橋梁技術者となったウェンデル・ボルマン (Wendel Bollman) が考案し、1852年に特許を得たもの。全鉄製の鉄道橋として初めて設計に成功したものである。
- ボルマン・トラス鉄道橋 (Bollman Truss Railroad Bridge) - アメリカのメリーランド州に残る、唯一のこの形式の現存橋。鉄道用橋梁として最古のもののひとつである。1869年架橋。

### レンティキュラートラス

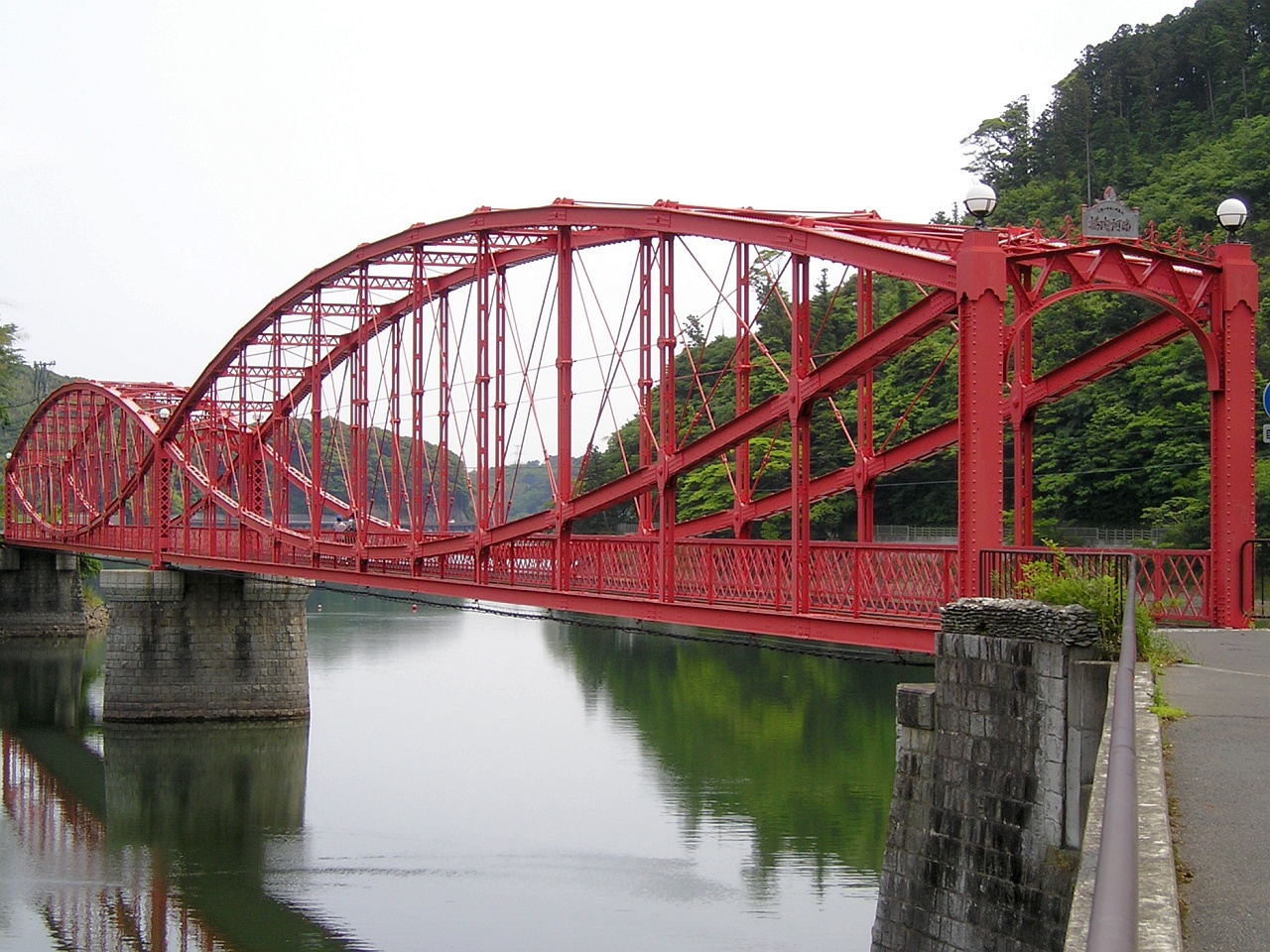
レンティキュラートラス。南河内橋

レンティキュラートラス (Lenticular truss) またはレンズトラス (Lens truss) は、水平方向の圧縮力と引張力が釣り合うため、それらの力はアーチを支える橋脚や橋台には伝わらない。これは、ほとんどのアーチ橋と同じ性質である。そのため、トラスを地上で組み立ててからジャッキアップして架橋するという施工方法をとることができる。
19世紀にイザムバード・キングダム・ブルネルにより鉄道用の橋梁として考案された。日本で架橋されたのは3例のみであり、下記の南河内橋が唯一の現存例である。
- 南河内橋

### 三弦トラス
三弦トラスとは、断面が三角形となったトラス橋である。日本では、水管を弦材として用いる形で水路橋に多用される。
- 三弦橋 - 大夕張ダムのダム湖にかかる元森林鉄道のトラス橋。夕張シューパロダムの建設に伴い水没することになったが現存する。
- あやとり橋 - 山中温泉の温泉街にかかる歩行者専用橋。逆三角構造で、湾曲している。
- 長坂橋 - 米代川にかかる歩行者専用橋。逆三角形の上路式トラスで、元は花岡鉱山の鉱滓ダムから浅内鉱滓堆積場までを結ぶ鉱滓輸送管用の橋を周辺住民の要望により歩行者水管併用橋としたもので、鉱山の閉山に伴い輸送管は撤去された。
- 川原平橋 - 目屋ダムのダム湖にかかる西目屋村道の道路橋。道路橋としては珍しい上路式三弦トラスだったが、津軽ダムの建設に伴い水没することとなったため解体され現存しない。

### フィーレンディールトラス

フィーレンディールトラス

フィーレンデールトラス (Vierendeel truss) とは、梯子状の主構を持つ橋。部材を三角形に組んでピン結合する一般のトラスと異なり、部材に曲げの力を加えることで斜材をなくし、剪断力が働かないようにしたものである。トラスという語句が入っているが、部材は剛結されており、ラーメン橋に分類される。
アーサー・フィーレンディール (Arthur Vierendeel) が考案した。
- 豊海橋 - 日本初のフィーレンディール橋